# 府院之争
府院之争，又稱黎段相爭，指1916年至1917年（民國五至六年）发生于中华民国的一次宪政危机，涉及中華民國大總統府（及大总统黎元洪）與國務院（及其总理段祺瑞）之間的政治鬥爭。

## 背景
依照《中華民國臨時約法》，國務總理的角色、權力與功能不下於臨時大總統和接續其後的大總統。國務總理的權力主要有：
1. 提名國務員，經國會同意後由臨時大總統任命。
2. 臨時大總統提出的法律案、發布的命令，要有國務總理的副署。
3. 擔任國務會議主席；為保持行政中立，國務總理對各部總長的命令或處分認為有礙時，得先予以中止，再由國務會議決定。
4. 國務總理依其職權或特別委任，得發布院令；就所管事務，得對地方長官發布訓令和指令。

## 第一次府院之争
1916年6月袁世凯死后，原第一任副總統黎元洪依法繼任大總統，段祺瑞任国务总理，段以北洋正统派首领自居，依附日本帝國，掌握军政大权，与黎元洪分庭抗礼。因一方为大总统府、一方为国务院，所以它们间的争斗被称为“府院之争”。
按照《中華民國臨時約法》，国务院重大决定要经过大总统盖印方可发布。国务院秘书长徐树铮常对大总统黎元洪态度蛮横无礼，久之黎怀恨在心。徐树铮在国务院与内务总长孙洪伊有矛盾，段祺瑞下令将孙撤职，让徐到总统府盖章。黎元洪拒绝盖章。府院陷入僵局，元老徐世昌出面调解，最后徐树铮孙洪伊共同被撤职，才算了结。一波未平一波又起，在要不要參加第一次世界大戰对德國宣战这个问题上，双方衝突更趋激烈。
1917年3月4日，段祺瑞偕同全体阁员（外交总長伍廷芳没有参加，因伍已提出辞呈）到大总统府，请黎元洪在国务院向国会提出对德绝交案的咨文上盖印，黎有异议，段愤而提出辞职，离京赴天津。后在冯国璋等人劝解下，段祺瑞于6日晚返回北京。
1917年4月25日，为了实行对德國宣战，段祺瑞联络各省督军在京召开督军团会议，对国会施加压力。5月10日，众议院召开议会审议对德國宣战案，因段祺瑞组织公民团在国会外围示威，结果造成僵局。5月11日外交總長伍廷芳、司法總長張耀曾、農商總長谷钟秀、海軍總長程璧光四位阁员，抗议國會議員被辱，提出辭職。5月15日國務院再咨眾議院對德宣戰案。5月19日眾議院以多位內閣閣員总辞，而催議咨文乃用國務院名義于法律不合，議決緩議對德宣戰案，須先进行內閣改組。同日陈友仁的英文《京报》揭露段祺瑞私自向日本借款一事（西原借款）。同日，督军团联名通电要求解散参众两院，改制憲法。5月21日黎元洪下令撤销段的总理职务，段祺瑞愤然离京去津，並且指根據《中華民國臨時約法》總統無權撤銷總理職務，不承认黎的免职令，造成民国史上第一次的宪政危机。
之後，在段祺瑞的策动下，安徽、奉天等八省先后宣布独立。黎元洪請督軍團團長張勳入京調解。张勋对黎元洪提出条件，必须解散国会。黎被迫答应，并于6月12日发布命令解散国会。6月14日張勳率領辮軍入京，7月1日张勋擁立溥儀，改建帝制，是為张勋復辟。7月12日复辟被段祺瑞鎮壓，黎元洪於事後辭去總統職，總統改由馮國璋擔任，总理仍由段祺瑞担任，府院之爭告一段落。最後段祺瑞於8月14日宣佈对德國及奧匈帝國宣戰，收回兩国在天津及德國在漢口的租界，加入協約國參加一战。
但是段祺瑞拒绝恢复被张勋解散的国会，从而引发孙中山号召国会议员南下，在广州另组政府的护法运动。中国进一步陷入动乱。

## 第二次府院之争
冯国璋任代总统后，与国务总理段祺瑞，在西南军阀及广东护法军政府的政策上，产生矛盾，冯、段二人且互不相見。段祺瑞主张武力统一，借此扩充皖系势力；冯国璋主张和平统一，借此讨好西南军阀，保护直系的利益。
1917年8月，段祺瑞调北洋第八、第二十两师入湖南，拉开南北战争（护法战争）的序幕。之后又派心腹傅良佐为湖南督军，引发直系官兵不满。11月，正当湖南战事扩大时，属于直系的第八师师长王汝贤、第二十师师长范国璋突然发出通电，主张停战议和。紧接着直系长江三督（湖北督军王占元、江西督军陈光远、江苏督军李纯）和直隶督军曹锟联名发表通电，响应停战。11月22日段提出辞职。冯于11月25日下令准免，先以外交总长汪大燮代理国务总理过渡，后又请出王士珍署理国务总理兼陆军总长。
12月2日，段策动北方十督：曹锟、张怀芝、张作霖、倪嗣冲、阎锡山、陈树藩、赵倜、杨善德、卢永祥、张敬尧等在天津举行督军团会议。12月6日，联名电请冯国璋明令讨伐西南。冯只得表示让步。又任命段为参战督办，段芝贵为陆军总长，以消解皖系的不满。此时，西南军阀陆荣廷提出恢复旧国会，停止湘粤进兵和拥护冯国璋继任总统，做为取消两广独立的条件。冯发出停战布告，责成南北两军停止敌对行动。12月31日，北方十督曹锟等发表通电，坚决反对恢复旧国会，主张以皖系控制的临时参议院代行国会职权，选举正式大总统，企图合法倒冯。冯声称要亲自出征讨伐西南，率拱卫军一旅，乘专车沿津浦路南下，想回到直系大本营南京。不料车到蚌埠，被皖系安徽督军倪嗣冲拦截，迫使冯回京。同时，奉军入关兵谏。皖奉联合，冯不得已，1918年3月23日再次请段出任国务总理。
1918年8月12日，新国会（即安福国会）开幕。段祺瑞声明要辞职，迫使冯国璋也声明不参加总统竞选。9月4日，安福国会选举徐世昌为新任大总统，徐提名钱能训组阁。冯国璋、段祺瑞同时下野。但是直皖之间的派系纠纷并没有因此化解，最终演变为1920年直皖战争。

### 引用
1. ↑  池炫璋.  (PDF).  (PDF) (学位论文). 國立政治大學: 61,63. 2006年  [2015-08-16]. （原始内容存档于2014-02-22）.
2. ↑  . 新聞報 (上海). 1917-03-06. 四日公府議外交，其初不過因電告日本章公使及報告兩院手續稍有爭議，後乃爭及職權，范源濂總長言最激，段總理即出府辭職，當時馮副總統、湯化龍議長、程璧光、陳錦濤、張耀增、谷鐘秀等各總長先後到車站挽留段氏不獲，復回公府報告，時各總長表示聯帶辭職之意，黎總統四日晚先派蔣雁行赴津邀段回京，五日晨又請湯化龍同斳雲鵬赴津。
3. ↑  . 時事新報 (上海). 1917-03-09.
4. ↑  4月25日，段祺瑞召集之軍事會議(督軍團)開幕，參加者有山西督軍閻錫山，河南督軍趙倜，山東督軍張懷芝，江西督軍李純，湖北督軍王占元，吉林督軍孟恩遠，直隸督軍曹錕，福建督軍李厚基，安徽省長倪嗣冲，察哈爾都統田中玉，綏遠都統蔣雁行，晉北鎮守使孔庚，及其他各省代表共二十餘人。4月26日，督軍團一致主張對德国宣戰。（郭廷以《中华民国史事日志》）
5. ↑  . 新聞報 (上海). 1917-05-22.
6. ↑  . 新聞報 (上海). 1917-05-22. 推原禍始，實由組織憲法之根基不良所致，考之各國制憲成例，不應由國會議定……今日之國會旣不爲國家計，是已自絕於人民，代表資格當然不能存在……即將參衆兩院即日解散，另行組織
7. ↑  . 時報 (上海). 1917-11-10. 段總理每日辦事時間，早上七時至十二時止，總統起身在午後三時，以至府院多隔閡。現定每日兩總長于國務院事畢後，報告總統。